# Mičman
Mičman (in russo: guardiamarina; cirillico: мичман) è stato il più alto grado tra i sottufficiali della Marina Sovietica fino al 1981 quando venne istituito anche il grado di Staršij mičman, entrando a far parte del ruolo marescialli. Nella Marina della Federazione Russa il grado è equiparabile al capo di seconda o di terza classe o secondo altra interpretazione al capo di prima classe della Marina Militare Italiana e corrisponde al Praporščik (cirillico: прапорщик) dell'Esercito e dell'Aeronautica della Federazione russa.
Mičman è un calco linguistico dall'inglese midshipman.
Il grado, inferiore a Staršij mičman (maresciallo maggiore) e superiore a Glavnyj korabel'nyj staršina (sottufficiale capo di vascello), è stato reintrodotto nella Marina Sovietica il 2 novembre 1940.

## Impero russo
Nella Marina imperiale russa venne istituito per la prima volta nel 1716 come sottufficiale. Nel 1732 secondo la Tavola dei ranghi di Pietro il Grande, apparteneva alla classe XIV e divenne il grado più basso tra gli ufficiali subalterni, omologo dell'attuale sottotenente delle forze armate della Federazione Russa, per poi passare alla classe XII dal 1796 e alla classe X dal 1884.

## Unione Sovietica
Il grado rimase in vigore fino al 1917 quando venne abolito in seguito alla rivoluzione d'ottobre e alla caduta dell'Impero russo. Il grado venne ripristinato nell'Unione Sovietica nel 1940, ma non più come grado degli ufficiali, ma come grado più alto tra i sottufficiali, prendendo il posto a livello gerarchico del grado di staršiná.
Il 1º gennaio 1972 in seguito al decreto del Presidium del Soviet Supremo dell'Unione Sovietica del 18 novembre 1971 venne reintrodotto nell'Esercito il grado di praporščik che nell'Esercito Imperiale Russo identificava i portabandiera, giovani ufficiali che in combattimento erano responsabili del trasporto e dell'integrità della bandiera di guerra del proprio reggimento (прапора, prápora). Il grado divenne il più alto tra i sottufficiali. Con lo stesso decreto nella Marina sovietica il grado di Mičman venne equiparato al grado di praporščik e collocato ad un livello gerarchico più alto e al suo posto venne istituito il grado di Glavnyj korabel'nyj staršina (sottufficiale capo di vascello) che andò a ricoprire lo stesso ruolo gerarchico che fino ad allora era del grado di Mičman ereditandone oltre al livello gerarchico anche i distintivi di grado.
Per potere conseguire la nomina a tale grado, il cui obbligo contrattuale era di una permanenza di cinque o dieci anni nell'esercito o nella marina, prorogabili in periodi di tre anni, gli aspiranti dovevano superare gli studi pertinenti nelle scuole di praporščik e di mičman del ministero dell'educazione sovietico. Diversamente dagli staršiná e dei sergenti, che generalmente erano giovani, i praporščik e i mičman erano veterani che accumulavano esperienza nel loro grado senza progressione di carriera.
Nel 1981 vennero anche istituiti i gradi di staršij praporščik e staršij mičman riservato a coloro che avevano maturato la loro anzianità di servizio nel grado di praporščik o mičman. I gradi di praporščik e staršij praporščik ed i gradi di Mičman e Staršij mičman sono paragonabili al ruolo marescialli delle forze armate italiane, o, secondo una diversa interpretazione dei gradi, come grado intermedio tra i sottufficiali e gli ufficiali subalterni, paragonabile ai warrant officers delle forze armate americane o a quella italiana ad esaurimento del Corpo unico degli specialisti della Marina Militare (precedentemente noto come Ruolo degli ufficiali del Corpo equipaggi militari marittimi), e del Ruolo unico degli specialisti dell'Aeronautica Militare. Con il passaggio nel 1981 del grado di 'Mičman al ruolo marescialli il grado di Glavnyj korabel'nyj staršina (sottufficiale capo di vascello) è diventato il più alto tra i sottufficiali, equiparabile al capo di prima classe della Marina Militare Italiana.

### Distintivi di grado di Mičman e Staršij mičman
|                     | Mičman                     | Mičman                     | Mičman                     | Mičman                              | Mičman                     | Mičman                     | Mičman                     | Mičman                     | Staršij mičman (OR-9)      |
| (OF-1)              | (OF-1)                     | (OF-1)                     | (OR-7)                     | (OR-7)                              | (OR-7)                     | (OR-7)                     | (OR-8)                     |                            | Staršij mičman (OR-9)      |
| Distintivi di grado |                            |                            |                            |                                     |                            |                            |                            |                            |                            |
|                     | Controspallina (1884−1904) | Controspallina (1904−1909) | Controspallina (1909-1917) | Distintivo per paramano (1940−1943) | Controspallina (1943−1953) | Controspallina (1954−1957) | Controspallina (1957−1971) | Controspallina (1971-1994) | Controspallina (1981-1994) |

## Federazione russa
Con la dissoluzione dell'Unione Sovietica il grado di mičman venne ereditato dalla Marina della Federazione Russa e dalle Marine militari degli stati ex-sovietici.
| Gradi militari dell'Unione Sovietica e della Federazione Russa               |                 |                                                  |
| Grado inferiore: Glavnyj korabel'nyj staršina (Гла́вный корабе́льный старшина́) | Mičman (Мичман) | Grado superiore: Staršij mičman (старший мичман) |